# Међеђа (Козарска Дубица)
Међеђа је насељено мјесто у општини Козарска Дубица, Република Српска, БиХ. Према попису становништва из 1991. у насељу је живјело 808 становника.

## Знaмените личнoсти
- Филип Цептер, бизнисмен
- Зoрaн Лoнчaр, пoлитичaр
- Сaвo Лoнчaр, пoлитичaр

## Географија
Село Међеђа налази се у сјеверозападном дијелу Републике Српске. Административно припада општини Козарска Дубица и од ње је удаљено 12 километара. Лежи подно планине Просара. Граничи се са селом Доња Градина. Подјељена је на Горњу, Средњу и Доњу Међеђу, и на засеоке: Млинарице, Ријеку, Швабе. Земљиште је равничарско и плодно. Клима умјерена, континентална. Становништво чине Срби, православне вјероисповијести.

## Историја
Године 1909. отворена је српска основна школа у Међеђи. А Државна народна школа радила је од 1918. године. Зграду школе подигла је српска православна црквена општина уз материјалну помоћ браће Мирка и Влајка Матаруге из овог села. Први српски народни учитељ у овој школи био је Васкрсије Обрадовић. Споменик страдалим мјештанима села Међађа подигнут је 1986.

### Други свјетски рат
Након оснивања НДХ прве злочине у селу спроводиле су усташке из Херцеговине. Током јуна 1941. године усташе су однијеле и уништили све матичне књиге рођених, крштених и вјенчаних из цркве, а почела су и прва хапшења. О Илиндану 1941. усташе су у Међеђи убиле тридесетак мештана. Усташе су убијене Србе стављали на импровизоване сплавове где су на једној дасци написали: “Срби путују за Србију“.
| „ | Душан Ћуврк: “Могао си цијели дан сједити и никад нећеш доживјети да не прође један леш Свом. Не! Сваки дан су убијали, нон-стоп! На једном дрвеном сплаву који је био послат за Србију била је нека здјела закована ексером за сплав. Један човјек када је пришао да види шта је у њој, видио је дјечије очи… пао је у несвјест. Многи људи нису смјели да узимају лешеве са сплавова, већ су само одгуривали сплав да иде даље…“ | ” |

Након покоља у Драксенићу 14. јануара 1942. усташе су у два наврата извршиле злочине у Међеђи. Убијено је не мање од 150 особа. Наредних недјеља усташе су наставиле нападе и убијали сваког на кога су наилазили. Током офанзиве на Козари страдало је више стотина становника Међеђе. Након офанзиве повратници у село из Славоније били су хапшени и одвођени у логоре.
| „ | Славко Ђекановић: “На дан 14. или 15. јун 1942. наоружане усташе су дошле у Међеђу. Наредили су да се сви житељи у року од десет минута спреме за пут. Преко Босанске Дубице отјерани смо у Банску Дубицу, на једно поље које је било ограђено бодљикавом жицом гдје смо провели десетак дана. Након тога су усташе жене и дјецу одвеле у село Уштица, крај Јасеновца… Тамо су усташе масовно силовали дјевојке и жене по више пута. То су чинили и дању и ноћу. А њих 25 је од страха полудјело…“ | ” |

| „ | Стојка (Тривић) Марчета: “…Са породицом сам се вратила кући у своје село, гдје сам остала два-три дана. Тада су Нијемци заједно са усташама дошли у село, ишли од куће до куће, истјеривали нас на силу из кућа, а све иза нас је остало. Протјерали су нас из села, мислим да је био 12. јули 1941. године, и смјестили у сабирни логор Церовљани, Хрватска Дубица. Овдје су раздвојили зреле мушкарце од жена и дјеце и њих смјестили да сједе на голој ливади. Њима су могла да приђу само дјеца, па сам овдје посљедњи пут видјела оца и браћу. Једног дана дошло је пуно камиона, стрпали су их и отјерали. Никада их више нисам видјела…“ | ” |

| „ | Добрила Кукољ: “…Једног дана су их покупили у камионе и одвезли. Послије овога под стражом и пјешачењем су нас провели у село Уштица. Тамо смо чекали неколико дана, нису нас одмах претјерали у Јасеновац. Касније смо сазнали да није било мјеста у логору, јер су се тада правиле бараке. Добро се сјећам када су нас спроводили кроз село Коштарица (насељено хрватским становништвом), како су узвикивали и лупали у канте говорећи: “Срби, Срби идите у логор, тамо вам је мјесто и тамо завршите!”. Из Уштице смо скелама превезени преко ријеке Саве за Јасеновац. Добро се сјећам када су нас натјерали на Саву, моја покојна стрина Марија са четворо дјеце, моја мајка са нас троје, да је стрина Марија рекла мојој мајци: “Ајде Савка, да прво бацимо дјецу у Саву и ми за њима, јер видиш да нас воде право у смрт!”. Моја мајка је одговорила: “Нећемо, Марија, можда неко од нас и остане жив!” И ево, остала сам жива и данас постојим. …Пошто није било мјеста, смјештени смо на чистој ливади и под ведро небо гдје смо проводили и дане и ноћи. Једне бараке су биле саграђене и у њима су били већ смјештени људи, а друге су дограђиване. За ово вријеме боравка (почетак јула, крај октобра) преживљавала сам све страхоте, за које данас, када размишљам, не могу замислити да човјек може да спроводи над људима. Било нас је на хиљаде, храна никаква. На полумлакој води мјешано је кукурузно брашно, што значи да смо јели пријесно. Дјеца су обољевала, добијали прољеве и све што је најгоре. Ујутро би стражари купили мртву дјецу и бацали их у Саву…“ | ” |

| „ | Милица Борјановић: “Имала сам старију сестру Мару, 23 године су јој биле. Имала је дијете од девет мјесеци, које су јој одузели у Јабланцу. Прво су одузимали дјечаке од 13-15 година, а послије и ситну дјецу… Моја мајка је била спремна мене да преда, али ја утечем. Нисам отишла са том дјецом. Прво су нас отјерали у Коштурницу, па Јасеновац. Тамо ме је један усташа ударио када сам улазила у вагон. Моју сестру Мару су усташе одвојиле од нас. Жене и дјевојке способне за рад су одвајали. Кроз један мали прозорчић се попнем и видим моју Мару возе усташе у чамцу. То је било задњи пут да је видим живу…“ | ” |

| „ | Добрила Кукољ: “У љето 1942. биле су велике врућине, од којих је логорашима кожа пуцала. Мом млађем брту Бошку је кожа толико испуцала да су је остали логораши гулили и јели, била је велика глад. Тако је мој Бошко и завршио…“ | ” |

| „ | Миливоје Лукач: “Шест дана и шест ноћи је трајало наше путовање. Шести дан пред зору видио сам да смо били заклопљени са обе стране. Нико нам није давао воду, пили смо мокраћу, своју или туђу… мене је то спасило. Многи су умирали од жеђи. Више од 40% је умрло у том вагону, Међу њимаје био и дечко из мог села Милинко Мандић. Њега су збили у ћошак вагона… Неки су покушали да једу његове бутине, али је сувише заударало и почели су да повраћају.“ | ” |

На Сретење Господње 1944. усташке јединице, састављене од муслимана из Орахове, су убиле преко 200 мјештана села на локацији Шиминаш. У Гуњевцима је фебруара 1945. убијено седамдесетак Међеђана. Међеђа је ослобођена крајем априла 1945. што је условило повратак преживелих на своја огњишта.
| „ | Даница Пане: “Народ се вратио у село након рата. Многи су чистили бунаре јер је трабала вода као извор живота. Звао сам Мирка Баруџију пошто је он чистио доста бунара у Међеђи. Сишао је на дно бунара и кратко се задржао… Једва изађе горе, препознао је главе лешева. Мало је сјео и пао у несвјест. Када је дошао себи каже да је на дну видио леш своје мајке Росе. Није било друге него да га затрпам…“ | ” |

За вријеме постојања Независне Државе Хрватске (1941-1945) из села је страдало 1075 људи: од чега су њих 119 погинули као бораци, док су усташе убиле 956 људи. На простору насеља и Мјесне заједнице Међеђа налазе се четири стратишта: 1) "Двориште Лончара" - бивша тзв. "Економија" концентрационог логора Јасеновац у Горњој Међеђи, 2) Гробница "Под насипом" - на истом простору тзв. "Економије" 3) "Даничин бунар" 4) "Кецманова кућа" у засеоку Ријека, око 3 км јужно од насеља Међеђа. Током рата потпуно је угашено 46 огњишта.

## Спорт
Међеђа је сједиште омладинског фудбалског клуба Раван.

## Становништво
Према попису становника из 1879. који је урадила Аустроугарска село Међеђа је имало 116 кућа: мушкараца 296, жена 267 укупно 563 становника. Сви становници су били Срби православне вјероисповјести. Према Шематизму православне митрополије и архидијацезе Дабро-босанске из 1882. село Међеђа је имало 155 кућа са укупно 843 становника. Према подацима проте Славка Вујасиновића село Међеђа је 1941. имало преко 300 домова.
| Демографија | Демографија | Демографија |
| Година      | Становника  | Становника  |
| ----------- | ----------- | ----------- |
| 1879.       | 563         |             |
| 1910.       | 1.262       |             |
| 1921.       | 1.506       |             |
| 1948.       | 778         |             |
| 1953.       | 804         |             |
| 1961.       | 867         |             |
| 1971.       | 888         |             |
| 1981.       | 823         |             |
| 1991.       | 808         |             |